# Плътност на вероятността
В теорията на вероятностите, плътността на вероятността (или вероятностна плътност) на дадена непрекъсната произволна променлива е функция, чиято стойност в коя да е извадка (или точка) от пространството на елементарните събития (множеството от възможни стойности, които може да заеме произволната променлива) може да се интерпретира като относителна вероятност, че стойността на променливата ще се равнява на въпросната извадка. С други думи, докато абсолютната вероятност на непрекъсната произволна променлива да заеме коя да е определена стойност е 0 (тъй като има безкраен набор от възможни стойности), стойността на функцията на вероятностната плътност в две различни извадки може да се използва за определяне на това колко е по-вероятно произволната променлива да е равна на едната извадка спрямо другата.
В по-тесен смисъл, плътността на вероятността се използва за уточняване на вероятността случайна величина да попадне в определен диапазон от стойности спрямо приемането на всяка една стойност. Тази вероятност се изразява чрез интеграл от функцията на вероятностната плътност, покриващ въпросния диапазон, тоест представлява площта под функцията на плътността, но над абсцисата и между най-малката и най-голямата стойност на диапазона. Оттук следва, че функцията на вероятностната плътност е неотрицателна навсякъде, а интегралът ѝ над цялото пространство от събития е равен на 1.

## Формално определение
Случайна величина {\displaystyle X} със стойности в измеримо пространство {\displaystyle ({\mathcal {X}},{\mathcal {A}})} (обикновено {\displaystyle \mathbb {R} ^{n}} с Борелеви множества като измерими подмножества) има като разпределение на вероятностите X∗P в {\displaystyle ({\mathcal {X}},{\mathcal {A}})}. Плътността на {\displaystyle X} спрямо отправната мярка {\displaystyle \mu } on {\displaystyle ({\mathcal {X}},{\mathcal {A}})} е:
{\displaystyle f={\frac {dX_{*}P}{d\mu }}.}
Тоест, f е всяка измерима функцията със свойството, което:
{\displaystyle \Pr[X\in A]=\int _{X^{-1}A}\,dP=\int _{A}f\,d\mu }
за всяко измеримо множество {\displaystyle A\in {\mathcal {A}}}.